# Rothesay Classic 2022
Il Rothesay Classic 2022, anche conosciuto come Birmingham Classic, è stato un torneo di tennis giocato sull'erba. È stata la 40ª edizione dell'evento, che ha fatto parte della categoria WTA 250 nell'ambito del WTA Tour 2022. Si è giocato alla Edgbaston Priory Club di Birmingham nel Regno Unito, dal 13 al 19 giugno 2022.

## Partecipanti

### Teste di serie
| Nazionalità | Giocatrice       | Ranking* | Testa di serie |
| ----------- | ---------------- | -------- | -------------- |
| Lettonia    | Jeļena Ostapenko | 16       | 1              |
| Romania     | Simona Halep     | 20       | 2              |
| Italia      | Camila Giorgi    | 26       | 3              |
| Belgio      | Elise Mertens    | 29       | 4              |
| Rep. Ceca   | Petra Kvitová    | 31       | 5              |
| Romania     | Sorana Cîrstea   | 34       | 6              |
| Stati Uniti | Alison Riske     | 40       | 7              |
| Cina        | Zhang Shuai      | 41       | 8              |

* Ranking al 6 giugno 2022.

### Altre partecipanti
Le seguenti giocatrici hanno ricevuto una wild card per il tabellone principale:
- Katie Boulter
- Harriet Dart
- Petra Kvitová

Le seguenti giocatrici sono passate dalle qualificazioni:

- Jana Fett
- Rebecca Marino
- Caty McNally
- Lesja Curenko
- Coco Vandeweghe
- Donna Vekić

La seguente giocatrice è stata ripescata in tabellone come lucky loser:
- Aleksandra Krunić

### Ritiri
Prima del torneo
- Julija Putinceva → sostituita da  Kaja Juvan
- Emma Raducanu → sostituita da  Dajana Jastrems'ka
- Mayar Sherif → sostituita da  Viktorija Golubic
- Sara Sorribes Tormo → sostituita da  Petra Martić
- Sloane Stephens → sostituita da  Caroline Garcia
- Clara Tauson → sostituita da  Magdalena Fręch
- Ajla Tomljanović → sostituita da  Aleksandra Krunić

## Partecipanti al doppio

### Teste di serie
| Nazione   | Giocatrice       | Nazione       | Giocatrice       | Rank1 | Teste di serie |
| --------- | ---------------- | ------------- | ---------------- | ----- | -------------- |
| Belgio    | Elise Mertens    | Cina          | Zhang Shuai      | 5     | 1              |
| Ucraina   | Ljudmyla Kičenok | Lettonia      | Jeļena Ostapenko | 41    | 2              |
| Rep. Ceca | Lucie Hradecká   | India         | Sania Mirza      | 41    | 3              |
| Giappone  | Shūko Aoyama     | Taipei cinese | Chan Hao-ching   | 63    | 4              |

* Ranking al 6 giugno 2022.

### Altre partecipanti
Le seguenti coppie di giocatrici hanno ricevuto una wild card per il tabellone principale:
- Harriet Dart /  Sarah Beth Grey

### Ritiri
Prima del torneo
- Anna Danilina /  Beatriz Haddad Maia → sostituite da  Alicia Barnett /  Olivia Nicholls
- Katarzyna Piter /  Kimberley Zimmermann → sostituite da  Katarzyna Kawa /  Katarzyna Piter

## Punti
| Evento    | V   | F   | SF  | QF | 2T | 1T   | Q    | Q2   | Q1   |
| Singolare | 250 | 180 | 110 | 60 | 30 | 1    | 18   | 12   | 1    |
| Doppio    | 250 | 180 | 110 | 60 | 1  | N.D. | N.D. | N.D. | N.D. |

## Montepremi
| Evento    | V        | F       | SF      | QF      | 2T      | 1T     | Q3     | Q2     | Q1     |
| Singolare | $163,085 | $86,840 | $46,345 | $24,880 | $13,311 | $6,398 | $3,791 | $2,021 | $1,122 |
| Doppio    | $50,876  | $27,155 | $14,845 | $7,562  | $4,098  | N.D.   | N.D.   | N.D.   | N.D.   |

*per team

## Campionesse

### Singolare
Beatriz Haddad Maia ha sconfitto in finale  Zhang Shuai con il punteggio di 5-4, rit.
- È il terzo titolo in carriera e stagionale per la Haddad Maia, il secondo consecutivo su erba.

### Doppio
Ljudmyla Kičenok /  Jeļena Ostapenko hanno sconfitto in finale  Elise Mertens /  Zhang Shuai per ritiro.